# Zone volcanique Nord

Carte des zones volcaniques de l'Islande avec la zone volcanique Nord (NVZ, Nord Volcanic Zone) dans le nord.

La zone volcanique Nord est une région volcanique d'Islande regroupant plusieurs systèmes volcaniques constitués de volcans centraux et de bouches éruptives associées, témoins de l'activité volcanique de rifting dans le nord du pays. Elle constitue une portion émergée de la dorsale médio-atlantique et se prolonge vers le nord-ouest par la zone de fracture de Tjörnes, une faille transformante, et vers le sud-ouest par la zone volcanique Est, un autre rift.
Les systèmes volcaniques de la zone volcanique Est sont, du nord au sud :
- le Þeistareykir ;
- le Krafla ;
- le Fremrinámur ;
- l'Askja ;
- les Kverkfjöll.